# Hrabstwo Fulton (Indiana)

Piramida wieku hrabstwa

Hrabstwo Fulton (ang. Fulton County) – hrabstwo w stanie Indiana w Stanach Zjednoczonych.

## Geografia
Według spisu z 2010 roku obszar całkowity hrabstwa obejmuje powierzchnię 371,26 mili2 (961,56 km²), z czego 368,39 mili2 (954,13 km²) stanowią lądy, a 2,88 mili2 (7,46 km²) stanowią wody. Według szacunków United States Census Bureau w roku 2012 miało 20 737 mieszkańców. Jego siedzibą administracyjną jest Rochester.

### Miasta
- Akron
- Fulton
- Kewanna
- Rochester